# Pałac Sportu Dynamo
Pałac Sportu „Dynamo” (ros. Дворец Спорта «Динамо» в Крылатском) – wielofunkcyjna hala widowiskowo-sportowa położona w rejonie Kryłatskoje wchodzącym w skład zachodniego okręgu administracyjnego Moskwy.
Łączna powierzchnia kompleksu wynosi 35 tys. m², obiekt posiada około 5000 stałych miejsc siedzących. Jego budowa została przeprowadzona w latach 2005–2006. Inwestorem budowy było miasto Moskwa.
Obecnie obiekt jest domową halą koszykarskiej drużyny Dinamo Moskwa, także sekcji kobiecej oraz sekcji futsalowej MFK Dinamo Moskwa.
W dniu 27 kwietnia 2008 w hali rozegrano finał Pucharu UEFA w futsalu pomiędzy hiszpańskim klubem ElPozo Murcia FS oraz rosyjskim Sinara Jekaterynburg, kończący Mistrzostwa Europy w Futsalu 2007/2008.